# 電子環状反応
電子環状反応(でんしかんじょうはんのう、Electrocyclic reaction)は、共役π電子系が閉環して環状化合物を生成する化学反応と、その逆反応にあたる開環反応のことである。
(3Z)-1,3,5-ヘキサトリエンが環化して1,3-シクロヘキサジエンが生成する反応やシクロブテンが1,3-ブタジエンに開環する反応が該当する。
反応中間体なしの一段階ですべての結合の生成と切断が進行し、環状の遷移状態を経る。
すなわちペリ環状反応の一種である。

## 反応例
電子環状反応の典型的な例は上に挙げたような共役炭素-炭素二重結合が連なった基質が閉環する系である。
閉環反応を起こすにはπ電子系の両端の原子が接近した環状遷移状態をとることができなくてはならない。
そのため二重結合の幾何配置が特定のものだけが、閉環反応を起こす。
共役炭素-炭素二重結合の系以外にも電子環状反応を起こす系は数多く知られている。
例えば、α-ハロケトンのエノラートはハロゲンが脱離した後、電子環状反応によって閉環してシクロプロピルケトンとなる(ファヴォルスキー転位を参照)。
またジビニルケトンはルイス酸で処理すると、電子環状反応で閉環し、シクロペンテノンを生成する(ナザロフ環化)。
アジリジンは電子環状反応で開環して、アゾメチンイリドを生成する。

## 立体特異性
電子環状反応も他のペリ環状反応と同じようにウッドワード・ホフマン則に支配される。
すなわち、反応の間、分子内の各電子の属する軌道の対称性は保存されなくてはならない。
電子環状反応には、2つの経路が存在する。
1つはπ電子系の末端の原子の、共役π電子系の平面の同じ側にある軌道が接近し、新しい環の一部となるσ結合を形成する経路である。
このような経路はスプラ面型あるいは逆旋的(またはdisrotatory)と呼ばれる。
逆旋的と呼ばれるのはσ結合が生成していくときに、末端の原子がそれぞれ逆向きに回転するように見えるためである。
もう1つは共役π電子系の平面の異なる側にある軌道が接近し、新しい環の一部となるσ結合を形成する経路である。
このような経路はアンタラ面型あるいは同旋的(またはconrotatory)と呼ばれる。
同旋的と呼ばれるのはσ結合が生成していくときに、末端の原子がそれぞれ同じ方向へ回転するように見えるためである。
これらの2つの経路では、この回転方向の違いから生成物の立体配置が別のものとなる。
そして、ウッドワード・ホフマン則によってこれらの2つの経路のうちの一方は対称許容となり、もう一方は対称禁制となる。
その結果、電子環状反応は立体特異性を持つ。
対応する閉環反応と開環反応の反応経路は同じ選択律を持つ。
すなわち、閉環反応で逆旋的経路が対称許容であれば、開環反応でも逆旋的経路が対称許容となる。
1,3-ブタジエンにおいては反応で移動する電子は2つのπ結合に属する合計4つのπ電子である。
1,3-ブタジエンがシクロブテンに閉環する場合、熱反応においては同旋的な経路が対称許容となる。
光反応においては逆旋的な経路が対称許容となる。
この選択律は一般的に移動する電子数が4a個(aは整数)の電子環状反応に当てはまる。
1,3,5-ヘキサトリエンにおいては反応で移動する電子は3つのπ結合に属する合計6つのπ電子である。
1,3,5-ヘキサトリエンが1,3-シクロヘキサジエンに閉環する場合、熱反応においては逆旋的な経路が対称許容となる。
光反応においては同旋的な経路が対称許容となる。
この選択律は一般的に移動する電子数が4a+2個(aは整数)の電子環状反応に当てはまる。

## 平衡
電子環状反応は可逆反応であるので、目的とする生成物が得られるかどうかは化学平衡の位置によって決まる。
熱反応においては平衡の位置は閉環体と開環体の熱力学的な安定性の差によって決まる。
閉環反応の方が弱いπ結合が強いσ結合に変化するので結合エネルギー的には有利であるが、それ以上に閉環に伴う歪みの影響が現れることも多い。
例えばシクロブテンと1,3-ブタジエンの間の平衡はシクロブテンが大きな歪みを持っているため、圧倒的に1,3-ブタジエンの側に偏っている。
光反応においては閉環体と開環体では共役系の長さが異なるため、吸収する光の波長が異なる。
そのため、うまく照射する波長を選択することで一方向の反応のみを起こすことができる場合がある。